# Cassaniouze

Cassaniouze este o comună în departamentul Cantal, Franța. În 1 ianuarie 2022 avea o populație de 503 de locuitori.